# Marathon van Praag 2000
De marathon van Praag 2000 werd gelopen op zondag 21 mei 2000. Het was de zesde editie van deze marathon. 
De Keniaan Simon Chemoiywo zegevierde bij de mannen in 2:10.35. Hij won hiermee $ 20.000 aan prijzengeld en bleef zijn landgenoot Josephat Kiprono slechts drie seconden voor. De Russische Alina Ivanova won bij de vrouwen in 2:27.42.
Deze editie was eveneens het toneel van de Tsjechische kampioenschappen. Deze titels werden gewonnen door respectievelijk Jan Blaha (zestiende in 2:18.43) en Alena Peterkova (tweede in 2:31.08).
In totaal finishten 2776 marathonlopers, waarvan 336 vrouwen.

## Uitslagen

### Mannen
| rang   | naam              | land | tijd    |
| ------ | ----------------- | ---- | ------- |
| Goud   | Simon Chemoiywo   | KEN  | 2:10.35 |
| Zilver | Josephat Kiprono  | KEN  | 2:10.38 |
| Brons  | Samson Kandie     | KEN  | 2:11.48 |
| 4      | Oleksandr Koezin  | UKR  | 2:13.08 |
| 5      | Andrey Naumov     | UKR  | 2:13.29 |
| 6      | Adam Dobrzynski   | POL  | 2:13.54 |
| 7      | Jimmy Muindi      | KEN  | 2:14.17 |
| 8      | Simon Mphulanyane | RSA  | 2:14.29 |
| 9      | David Kemboi      | KEN  | 2:14.32 |
| 10     | Franklin Tenorio  | ECU  | 2:14.48 |
| 11     | Onesmus Mutisya   | KEN  | 2:16.40 |
| 12     | Nikolaos Polias   | GRE  | 2:16.47 |
| 13     | Gergely Rezessy   | HUN  | 2:17.46 |
| 14     | Patrick Sang      | KEN  | 2:17.51 |
| 15     | Yuriy Hychun      | UKR  | 2:18.35 |
| 16     | Jan Blaha         | CZE  | 2:18.43 |
| 17     | Ronaldo Dacosta   | BRA  | 2:19.29 |
| 18     | Petr Klimes       | CZE  | 2:19.53 |
| 19     | Theodoros Zachos  | GRE  | 2:20.13 |
| 20     | Pavel Kryska      | CZE  | 2:20.33 |
| 21     | David Buzza       | ENG  | 2:21.57 |
| 22     | Vladimir Vasek    | CZE  | 2:26.32 |
| 24     | Pavel Novak       | CZE  | 2:27.57 |

### Vrouwen
| rang   | naam               | land | tijd    |
| ------ | ------------------ | ---- | ------- |
| Goud   | Alina Ivanova      | RUS  | 2:27.42 |
| Zilver | Alena Peterkova    | CZE  | 2:31.08 |
| Brons  | Franca Fiacconi    | ITA  | 2:32.00 |
| 4      | Xiu-Juan Ren       | CHN  | 2:33.05 |
| 5      | Tomoe Yokoyama     | JPN  | 2:35.18 |
| 6      | Annemette Jensen   | DEN  | 2:35.33 |
| 7      | Lucilla Andreucci  | ITA  | 2:36.36 |
| 8      | Izabela Zatorska   | POL  | 2:40.18 |
| 9      | Marlene Cruz       | BRA  | 2:40.57 |
| 10     | Alena Vinitskaya   | BLR  | 2:41.43 |
| 11     | Elena Razdrogina   | RUS  | 2:43.10 |
| 12     | Anna Balosakova    | SVK  | 2:48.43 |
| 13     | Ivana Martincova   | CZE  | 2:50.05 |
| 14     | Georgia Ambatzidou | GRE  | 2:50.06 |
| 15     | Kristin Tremp      | SUI  | 2:56.42 |
| 16     | Tana Metelkova     | CZE  | 2:59.18 |
| 17     | Radka Churanova    | CZE  | 3:05.12 |
| 18     | Teresa Filanti     | ITA  | 3:08.30 |
| 25     | Karla Malisova     | CZE  | 3:19.23 |

1995 ·
1996 ·
1997 ·
1998 ·
1999 ·
2000 ·
2001 ·
2002 ·
2003 ·
2004 ·
2005 ·
2006 ·
2007 ·
2008 ·
2009 ·
2010 ·
2011 ·
2012 ·
2013 ·
2014 ·
2015 ·
2016 ·
2017